# 单志超
单志超（1924年7月—2014年5月23日），江苏省阜宁县人。中华人民共和国政治人物。
早年参加西南服务团南下云南，担任298厂党委书记，昆明市计委主任、工业办公室主任，官至云南省经济委员会副主任等职。2014年去世。